# 鰤魚
鰤魚或五條鰤（学名：Seriola quinqueradiata），又名青魽鱼、平安鱼、油甘魚，是輻鰭魚綱鱸形目鱸亞目鰺科鰤屬的一種，在新加坡從英語「Amberjack」直譯作「琥珀魚」，鰤魚在日本是飲食文化的重要組成部分，有100種以上的名字。在台灣則是被稱為青甘鰺、青魽、青甘。

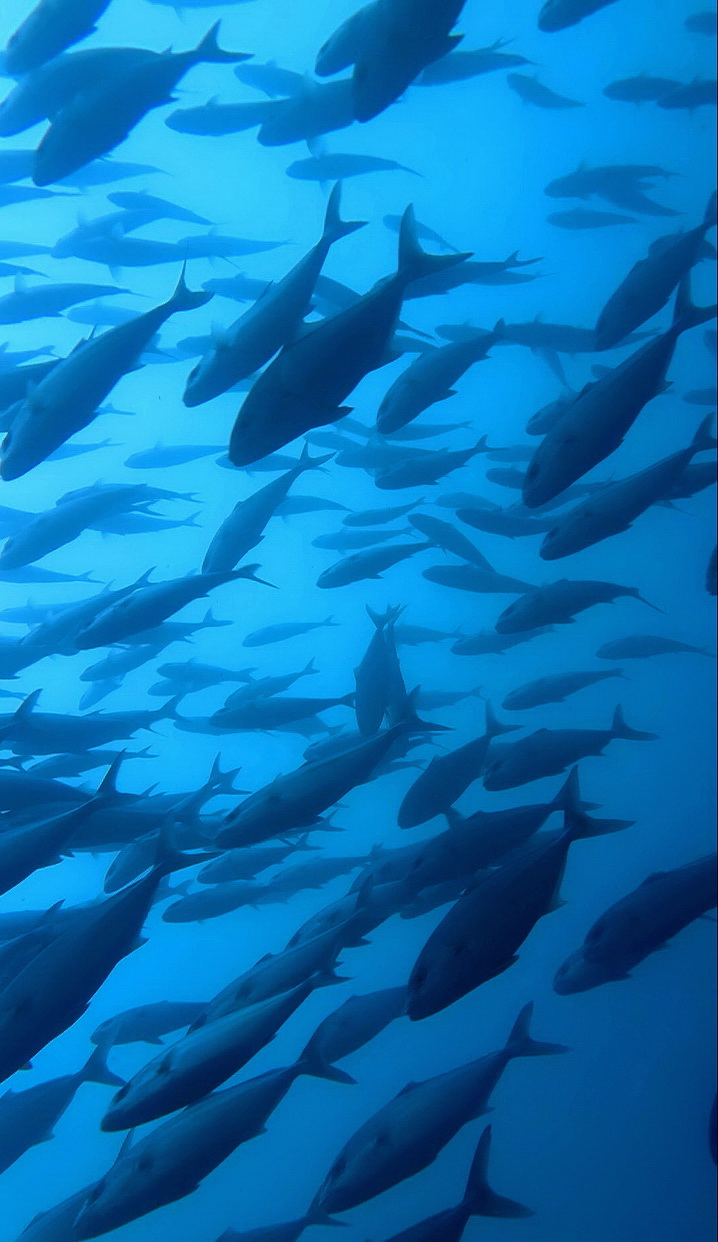
成群的青甘魚亞成魚，地點在台灣東北角的龍洞灣

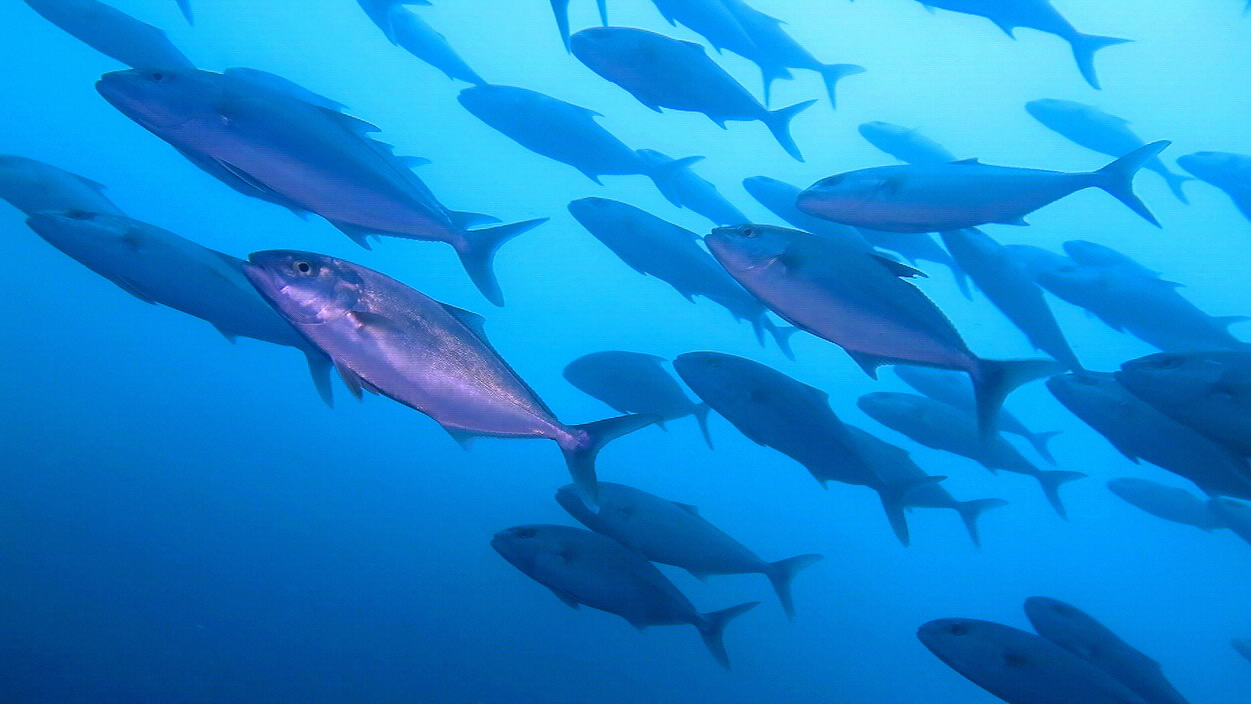
成群的青甘魚能以高速游動的方式進行獵食，此相片的地點在台灣的東北角龍洞灣。相片中為的青甘魚為亞成魚，體長約為35公分左右。 當青甘魚群聚在一起集體獵食時，會形成極為壯觀的畫面。

## 分布
本魚分布於西北太平洋區，包括日本日本海、關西地區、台灣、朝鮮半島至夏威夷群島海域，深度可達100公尺，為洄游性魚類。

## 特徵
本魚體呈紡錘形，體上半部為鐵青色，背部顏色更深，腹部銀白色，背鰭2個，尾鰭呈新月狀，背鰭硬棘6-7枚、背鰭軟條29-36枚、臀鰭硬棘3枚、臀鰭軟條17-22枚，脊椎骨 24個，體長可達150公分，體重可達40公斤。

## 生態
本魚棲息在沿海底層水域，幼魚則出現在漂浮的海草中漂流，其身體對鹽度有較強的適應力（最宜範圍：20‰－25‰），多生活於溫水溫的水域，（最宜範圍：24℃－26℃）以浮游生物、甲殼類、頭足類等為食，繁殖期在每年2月至5月。

## 經濟利用
為高經濟價值的食用魚，日本是最早開始養鰤魚的國家：相傳早在大約四百年前，在今日的石川縣能登半島的七尾及宇出津兩個漁港就開始了養飼鰤魚的活動。鰤魚是日本料理店常見的生食材料。近幾年中國亦有進行鰤魚養殖。五條鰤養殖企業已經在21世紀大為改觀 ，通過提高技術系泊筏移動到的外海及製粒飼料進行水產養殖。這種先進技術的，可以在兩年內育肥“五條鰤”，也出現了開展雄心勃勃的嘗試出貨為“五條鰤”的公司。
這種漁民的努力結出果實是最近幾年發生逆轉的現象，是水產養殖產品可能比天然產品還良好。對於養殖青甘，消費者仍然存有以前寄生蟲及抗生素殘留的印象，但美味的養殖青甘鰺已成為野生產品一個挑戰。

## 主要疾病
虹彩病毒感染症，假結核病、諾卡氏菌病、溶血性链球菌等。

## 健康方面
鰤魚含有豐富的DHA，是對人體很健康的食物。

## 食材
在日本，冬季的鰤魚被称为寒鰤，脂肪含量更丰富，与同属的其他物种如琥珀鱼和太阳鱼相比，具有独特的风味。 然而，在春季产卵后，脂肪含量会下降。
它可以用多种方式烹饪，包括生鱼片、味噌腌制、烧烤和煮。它是一种吉祥的鱼，所以在日本西部，它是御節料理的基本原料（在日本东部，使用三文鱼），而在福冈县，它被用作佐尼的装饰品。 它也被用来作为かぶら寿司配料，特别是在富山和石川县。
当作为生鱼片食用时，在高知县，它通常与酢味噌一起食用。
从富山县到关西地区，有一种在年终和新年假期吃它的文化（年取り魚）。在富山县西部地区（吴市），特别是新港和冰见，有一种习俗，即在女儿第一次结婚时，在年底给结婚的家庭送一瓶冷鰤魚。 相反，在九州北部和其他地区，有从新娘家送鰤魚到新娘父母家的习俗，这意味着 "新娘的良好表现"，意在将新娘的辛勤工作传达给她的父母家。
还有盐渍鰤魚，其加工方式与新巻鮭相同，并作为新年鱼从高山运到松本和其他内陆地区，通过"鰤街道"。
在一些提供海鲜的餐馆和酒馆，鰤鎌即黄鱼从鳃盖延伸到胸鳍的部分，经常被用来煮汤、煮或烤。